# Graptophyllum reticulatum
Graptophyllum reticulatum là một loài thực vật có hoa trong họ Ô rô. Loài này được A.R.Bean & Sharpe mô tả khoa học đầu tiên năm 1991.